# Axel Breidahl som Hypnotisør
Axel Breidahl som Hypnotisør er en dansk stum komediefilm fra 1913 produceret af Nordisk Films Kompagni og instrueret af Axel Breidahl efter manuskript af Poul Knudsen. Breidahl spiller også filmens hovedrolle.
Filmen havde dansk premiere den 1. august 1913 i Biograf-Theatret og blev i tysktalende lande distribueret som Der Hypnotiseur og i fransktalende lande som L'art de l'hyponotisme. 

## Handling
Hr. Hansen (spillet af Axel Breidahl) er forelsket i husets datter, men faren (spillet af Oscar Stribolt) mener, at Jensen (spillet af Frederik Buch) har fortrinsret til datteren. Hansen besidder hypnosens kunst og hypnotiserer Jensen, som han får til at udføre en række latterlige ting. Jensen er ikke imponeret, og vil selv forsøge sig som hypnotisør. Han prøver at hypnotisere svigerfar, men Hansen står i baggrunden og sørger selv for at få svigerfar hypnotiseret. Hansen får svigerfar til at gøre vanvittige ting, og Jensen forsøger forgæves at bringe svigerfar ud af hypnosen, men forgæves. Hansen får et lille stævnemøde med den unge datter, og Jensen må trygle Hansen om at bringe hypnosen til ophør. Til sidste bringes svigerfar tilbage til forstanden, men han sender straks Jensen bort, og i stedet ser svigerfar nu med milde øjne på Hansen.

## Medvirkende
- Oscar Stribolt som Svigerfaderen
- Axel Breidahl som	Hansen, forelsket hypnotisør
- Frederik Buch som Jensen, rival
- Betzy Koefoed
- Ingeborg Bruhn-Bertelsen
- Agnes Lorenzen
- Aage Lorenzen
- Ebba Lorenzen